# Autopista de las Lágrimas

La Autopista de las Lágrimas es un corredor de 725 kilómetros de la Autopista 16 entre Prince George y Prince Rupert, Columbia Británica (Canadá), que ha sido escenario de muchos asesinatos y desapariciones desde 1970. La frase fue acuñada en 1998 durante una vigilia celebrada en Terrace, Columbia Británica, en memoria de cuatro mujeres asesinadas y dos desaparecidas. Hay un número desproporcionadamente alto de mujeres indígenas en la lista de víctimas. Entre las explicaciones propuestas para los años de duración de los delitos y los limitados progresos en la identificación de los culpables figuran el racismo sistémico, la pobreza, el uso indebido de drogas, la violencia doméstica generalizada, la desconexión con la cultura tradicional y la perturbación de la unidad familiar mediante el sistema de acogimiento familiar y el sistema de escuelas residenciales para indígenas del Canadá. La pobreza, en particular, da lugar a que muchas personas no posean medios de transporte por lo que para muchos el autoestop suele ser la única forma de recorrer grandes distancias para ver a la familia o ir al trabajo, a la escuela o para ir al médico. Otro factor que da lugar a los secuestros y asesinatos es que la zona está en gran medida aislada y alejada de núcleos de población, con un suelo blando en muchas zonas y carroñeros carnívoros que hacen desaparecer los restos humanos; estos factores facilitan los ataques violentos, ya que los perpetradores sienten una sensación de impunidad, de privacidad (es decir, lugares donde no hay testigos que puedan ver y oír a la víctima y/o al perpetrador) y la capacidad de llevar a cabo fácilmente sus delitos y ocultar las pruebas.

## Víctimas
El número exacto de víctimas varía. Según la lista del Proyecto E-Pana de la RCMP el número de víctimas es menor de 18. El proyecto E-Pana incluye una gran proporción de víctimas que no están relacionadas con la Autopista de las Lágrimas. Las organizaciones aborígenes estiman que el número de mujeres desaparecidas y asesinadas supera las 40.
La siguiente lista contiene, de la manera más completa posible, todas las mujeres, dentro del corredor de la autopista 16 entre Prince Rupert y Prince George, que desaparecieron, fueron asesinadas o murieron por causa desconocida. Los casos de E-Pana están señalados.  

### Casos "canónicos"
| Nombre                          | Edad        | Destino      | Última ubicación | Año               | Notas | Sospecha | Categoría |
| ------------------------------- | ----------- | ------------ | ---------------- | ----------------- | --- | --- | --------- |
| Traci Clifton                   |             | Desaparecida | Prince Rupert    | 1970–1979         | La fecha exacta en la que Traci fue dada por desaparecida no es aún de conocimiento público. Se informó en una investigación de mujeres indígenas asesinadas y desaparecidas que había sido en algún momento de la década de 1970. Tuvo una discusión con su madre y se fue de casa y comenzó a caminar por la Autopista 16 y nunca más se la volvió a ver. | |           |
| Helen Claire Frost              | 17          | Desaparecida | Prince George    | 1970 (octubre)    | Dejó su casa en el centro de Prince George en la noche del 13 de octubre de 1970 y nunca más se la volvió a ver. Vivía con su hermana Sandy en un apartamento en la cuadra 1600 de Queensway. Helen trabajó en varios empleos en esa época: atendiendo el restaurante en la cafetería HBC de Prince George y para una compañía de pintura, pintando gasolineras entre Prince George y Terrace. Sandy no reportó a hermana como desaparecida hasta el 15 de octubre, pensando al principio que podría haberse quedado en casa de una amiga. La policía abrió una investigación de desaparición, pero Sandy dijo que tenía la impresión de que "no se había hecho nada". | |           |
| Jean Virginia "Ginny" Sampare   | 18          | Desaparecida | Gitsegukla       | 1971 (octubre)    | Ginny Sampare desapareció el 14 de octubre de 1971. Su primo Alvin fue la última persona en verla cerca de un puente en la Autopista 16 en Gitsegukla. Dejó a Ginny para ir en bicicleta a su casa y coger su chaqueta. Mientras pedaleaba de vuelta para encontrarse con ella escuchó un portazo. Pero cuando llegó a la carretera no había ningún vehículo y su prima ya no estaba. Se especuló que Ginny se había escapado de casa o se había suicidado después de que su novio desapareciera, pero su familia no cree estas teorías. El cuerpo de su novio fue encontrado ahogado en el río Skeena después de que ella desapareciera. | |           |
| Monica Ignas                    | 14          | Homicidio    | Thornhill        | 1974 (diciembre)  | Se cree que volvía a casa de la escuela cuando fue vista por última vez a las 11 p. m. el 13 de diciembre de 1974 en Thornhill. Iba caminando sola hacia su casa. Su cuerpo fue encontrado en una gravera o en una zona densamente arbolada el 6 de abril de 1975, al este de Terrace. Dos testigos informaron de que vieron un coche aparcado a un lado de la carretera la noche que Ignas desapareció. La pareja vio a un hombre y a un pasajero que parecía una chica dentro del vehículo. Mónica había sido estrangulada. | | E-Pana    |
| Coreen Thomas                   | 21          | Homicidio    | Vanderhoof       | 1976 (julio)      | Embarazada y a pocos días de dar a luz, Thomas fue atropellada y asesinada por el camión de Richard Redekop mientras hacía autostop hacia su casa el sábado 3 de julio de 1976. Tanto la madre como el bebé murieron (no se intentó salvar al bebé). Thomas era indígena y Redekop es blanco. Numerosos testigos dijeron que Redekop se desvió para golpear a Thomas a propósito. Los testigos eran menores de 16 años y fueron llevados bajo custodia policial donde, después de 3 horas de interrogatorios sin supervisión, fueron coaccionados por la policía para mentir y que declarasen que Thomas estaba jugando a la gallina con el camión de Redekop. El forense Eric Turner estaba convencido de que la muerte se produjo por accidente, pero más tarde se retractó de su testimonio después de que se hiciera público que a Redekop se le había dejado libre con un cargo menor tras la muerte por atropello con fuga de un hombre indígena en estado de embriaguez del que había sido responsable 10 años antes. Eric Turner también presidió dos años antes una investigación sobre la muerte de Larry Thomas, que murió a causa de un atropello por un vehículo conducido por el hermano menor de Redekop, Stanley Redekop, en la misma carretera en la que murió Coreen. Durante una investigación pública formal, los testigos confirmaron que el camión de Redekop se desvió para golpear a Thomas. Faye Helen Haugen, que era la compañera de Redekop en el momento de la muerte de Thomas, murió en los dos años siguientes a la muerte de Thomas. | A pesar de la investigación, la Corona no procedió con cargos. En junio de 1977, el padre de Thomas procedió con cargos de negligencia criminal (que pueden ser presentados por ciudadanos privados) contra Richard Redekop. Los cargos fueron desestimados por falta de pruebas. |           |
| Mary Jane Hill                  | 31          | Homicidio    | Prince Rupert    | 1978 (marzo)      | Mary Jane Hill fue encontrada desnuda cerca de la autopista 16, el 26 de marzo de 1978. Se determinó que la causa de la muerte fue la bronquitis y la bronconeumonía como resultado de un homicidio. | |           |
| Jean Mary Kovacs                | 36          | Homicidio    | Prince George    | 1981 (octubre)    | El cuerpo desnudo de Kovacs fue encontrado en una zanja con agua, a 40 km al este de Prince George el 11 de octubre de 1981. La policía dijo que murió por una herida de bala de calibre 22 en la cabeza. Los informes de la autopsia mostraron que tenía 4 heridas de bala en la cabeza. Kovacs fue vista viva por última vez alrededor de la 1:30 a. m. el 10 de octubre de 1981, en la intersección de la Old Cariboo Highway y la Highway 16 East. La mujer de Nuevas Naciones fue encontrada por un hombre que recogía leña cerca del lago Purden. | El asesino en serie Edward Dennis Isaac fue acusado del asesinato de Kovacs en febrero de 1988. |           |
| Roswitha Fuchsbichler           | 13          | Homicidio    | Prince George    | 1981 (noviembre)  | Rosithwa fue reportada como desaparecida a las 6:45 p. m. el 14 de noviembre de 1981; la última vez que habló con un amigo fue a las 2 a. m. de esa mañana. El cuerpo de Rosithwa fue encontrado en un área boscosa al norte de Prince George a las 9:25 a. m. el 21 de noviembre de 1981. Edward Isaac la había recogido haciendo autostop y dijo que la había matado "para ver qué se sentía". Su cuerpo había sido despedazado y mutilado pero murió de una sola puñalada en el corazón. Su cuerpo fue desnudado y apuñalado antes de ser abandonado. | El asesino en serie Edward Dennis Isaac fue declarado culpable de homicidio y condenado el 11 de mayo de 1987 a cadena perpetua sin posibilidad de libertad condicional durante 15 años. |           |
| Nina Marie Joseph               | 15          | Homicidio    | Prince George    | 1982 (agosto)     | El cuerpo desnudo de Nina Joseph fue encontrado el 16 de agosto de 1982 en Freeman Park con un cordón de su chaqueta atado alrededor del cuello. Su cuerpo fue desnudado, apuñalado y acuchillado antes de abandonarlo. | El asesino en serie Edward Dennis Isaac fue condenado por homicidio en relación con la muerte de Nina Joseph en junio de 1986. Fue arrestado el 7 de febrero de 1986 en Fort St James. |           |
| Doreen Jack                     | 26          | Desaparecida | Prince George    | 1989 (agosto)     | La familia Jack dejó su casa en la Avenida Strathcona en Prince George, dirigiéndose a un campamento de madereros, donde les habían ofrecido trabajo y guardería para los niños. Se supo de Ronald y Doreen Jack y sus dos hijos Russell, de 9 años, y Ryan, de 4, por última vez en la madrugada del 2 de agosto de 1989, cuando Ronald llamó a su madre en la zona del lago Burns. | |           |
| Alberta Gail Williams           | 24          | Homicidio    | Prince Rupert    | 1989 (Agostoo)    | Alberta Williams fue dada por desaparecida el 25 de agosto de 1989. Su cuerpo fue encontrado el 25 de septiembre de 1989, al este de Prince Rupert CB, cerca del paso elevado de Tyee. Había sido estrangulada y asaltada sexualmente. | | E-Pana    |
| Cecilia Anne Nikal              | 15          | Desaparecida | Smithers         | 1989 (octubre)    | Cecilia Nikal fue vista por última vez en octubre de 1989, un año antes de que su prima Delphine Nikal desapareciese también. Los informes de su última localización conocida varían. Fue vista por última vez en Smithers, cerca de la Autopista 16, pero la familia dice que pudo haberse mudado a la isla de Vancouver y la RCMP dijo que se supo de ella por última vez en Vancouver, pero no puede confirmarlo con la familia. | |           |
| Marnie Blanchard                | 18          | Homicidio    | Prince George    | 1989 (noviembre)  | Vista a las 2 a. m. el 22 de noviembre de 1989 saliendo del cabaret Rock Pit en Prince George. Fue vista por última vez entrando en una camioneta Toyota gris con un toldo blanco fuera del cabaret Rock Pit. El conductor era moreno y llevaba el pelo hasta los hombros. La camioneta se dirigió al oeste por la Segunda Avenida. Sus restos fueron descubiertos por los esquiadores de fondo Wilf y Mae Peckham alrededor de las 3 p. m. del 11 de diciembre de 1989, en una carretera al oeste de Foothills Blvd. Los restos habían sido medio comidos por animales y fueron identificados por registros dentales y de rayos X. | El asesino en serie de 30 años Brian Peter Arp fue arrestado el 26 de julio de 1990 en relación con el asesinato de Blanchard y, aunque se obtuvieron pruebas, no demostraron de forma concluyente la culpabilidad de Arp y fue liberado. Dio muestras de ADN, pero la tecnología de ADN existente no permitió determinar su culpabilidad. Fue arrestado de nuevo por el asesinato de Marnie Blanchard después de haber sido arrestado por el asesinato de Therese Umphrey más de dos años después. Fue condenado por ambos asesinatos usando tecnología de ADN mejorada. |           |
| Kimberly Dumais                 | 0           | Homicidio    | Prince Rupert    | 1990 (febrero)    | El 5 de febrero de 1990, aproximadamente a las 5:15 a. m., los bomberos de Prince Rupert fueron llamados para apagar un incendio en el 153 de la 3.ª Avenida Oeste, el edificio del Brooks Bank. Cuando llegaron, el edificio estaba envuelto en llamas. Cuatro personas murieron en el incendio, incluyendo la pequeña Kimberly Dumais (nieta), Helga Rochon (abuela), Sherri Rochon (hija) y Pauline Rochon (hija). En ese momento, Helga tenía a su familia en su apartamento del tercer piso porque había ido de visita. Las fuerzas de seguridad determinaron que el fuego había sido deliberado, y que esta era la segunda vez en unos meses que se había producido un incendio deliberado en este edificio. El 31 de octubre de 1989, aproximadamente a las 2:45 a. m., el mismo edificio fue otra vez incendiado y también se determinó que la causa del incendio fue deliberada. Años más tarde, la familia recibió una carta de una fuente anónima afirmando ser responsable del incendio. La RCMP no descarta que se tratara de un ataque dirigido. Había un negocio en la planta baja del apartamento, The Linen Closet, propiedad de Gina Garon, que nunca volvió a abrir. | |           |
| Helga Rochon                    | 45          | Homicidio    | Prince Rupert    | 1990 (febrero)    | Murió en el mismo incendio que se cobró la vida de Kimberly Dumais, Sherri Rochon y Pauline Rochon. | |           |
| Sherri Rochon                   | 26          | Homicidio    | Prince Rupert    | 1990 (febrero)    | Murió en el mismo incendio que se cobró la vida de Kimberly Dumais, Helga Rochon y Pauline Rochon. | |           |
| Pauline Rochon                  | 19          | Homicidio    | Prince Rupert    | 1990 (febrero)    | Murió en el mismo incendio que se cobró la vida de Kimberly Dumais, Helga Rochon y Sherri Rochon. | |           |
| Delphine Anne Camelia Nikal     | 15          | Desaparecida | Smithers         | 1990 (junio)      | Delphine Nikal desapareció el 13 de junio de 1990. Fue vista por última vez haciendo autoestop en la autopista 16 y King Street de camino a su casa en Telkwa, CB. Aproximadamente a las 10:00 p. m., Delphine llamó a su tío para decirle que estaba de camino a casa desde Smithers. Fue vista por última vez por dos amigos haciendo autostop en el carril este de la autopista 16. Delphine desapareció un año después de que su prima Cicilia también desapareciera. Delphine también tenía una prima, Roberta Cicilia Nikal, que fue asesinada unos años después de que Delphine desapareciera. | | E-Pana    |
| Donna Charlie                   | 22          | Homicidio    | Prince George    | 1990 (agosto)     | En septiembre de 1990, Donna Charlie fue reportada como desaparecida. Fue vista por última vez saliendo de la calle Ingenika con Jerry Smaaslet el 30 de agosto de 1990. En abril de 1991, la policía localizó su cuerpo sin cabeza enterrado en una tumba poco profunda en el centro de Prince George. Nunca se encontró su cabeza. | En mayo de 1991, Jerry Smaaslet de Fort Ware fue acusado del asesinato. Un jurado lo condenó por asesinato en segundo grado, pero la condena fue anulada por el Tribunal de Apelación y se ordenó un nuevo juicio. En mayo de 1995, Smaaslet se declaró culpable de homicidio y cumplió un año adicional a los 38 meses ya cumplidos. Smaalset fue arrestado de nuevo en 2001 por otro incidente y fue condenado como delincuente peligroso por un período indefinido. |           |
| Maureen Sullivan                |             | Homicidio    | Prince George    | 1992 (enero)      | Maureen fue tiroteada en enero de 1992 por su marido Wayne Sullivan. Wayne estaba borracho y se enfureció cuando Maureen se negó a hacer un trío con Maureen y su amiga Sandi. Wayne disparó a Maureen en la cabeza con su pistola en su casa de Prince George y asaltó a Sandi poco después. | Wayne Sullivan fue condenado por el asesinato de su esposa, pero posteriormente fue puesto en libertad el 19 de marzo de 1999, tras una apelación de "No responsable criminalmente por un trastorno mental". Esta apelación fue defendida por el testimonio de un testigo experto que dijo que Wayne no sabía lo que hacía estando borracho. A Wayne se le restringió el consumo de alcohol y fue encarcelado en el verano de 1998 por no presentar una muestra de sangre. Wayne fue dado de baja absoluta porque el Ministerio del Fiscal General no presentó un informe que indicara por qué debían permanecer las restricciones.                                                                              |           |
| Therese Umphrey                 |             | Homicidio    | Prince George    | 1993 (febrero)    | Umphrey fue vista por última vez embriagada fuera de una tienda en Prince George el 14 de febrero de 1993. Algunos hombres declararon que cuando no pudo recordar dónde vivía, la llevaron de vuelta a la tienda. Su cuerpo desnudo y parcialmente congelado fue encontrado en un banco de nieve a unos 50 km al suroeste de Prince George a las 2:30 p. m. del 14 de febrero de 1993. El patólogo forense que realizó la autopsia informó que su muerte fue causada por estrangulamiento con las manos y luego estrangulamiento con una ligadura similar a un cordón de zapato encontrado en la escena. | El asesino en serie Brian Peter Arp fue arrestado el 4 de octubre de 1993 y más tarde condenado por el asesinato de Therese Umphrey y Marnie Blanchard. Solicitó una apelación en 1998 y le fue posteriormente denegada. |           |
| Ramona Lisa Wilson              | 16          | Homicidio    | Smithers         | 1994 (junio)      | Hacía autoestop desde Smithers para ir a un baile y quedarse con amigos en Hazelton, CB el 1 de junio de 1994. Los restos de Ramona fueron encontrados en abril de 1995 al norte de Yellich Road, cerca del aeropuerto de Smithers. Varios artículos estaban en un pequeño montón organizado a pocos metros de distancia. Otros objetos que se encontraron cerca eran una pequeña sección de cuerda medio enterrada, tres lazos de nailon entrelazados y una pequeña pistola de agua de color rosa. | | E-Pana    |
| Roxanne Thiara                  | 15          | Homicidio    | Burns Lake       | 1994 (julio)      | Desapareció en Prince George el fin de semana largo de julio de 1994. Trabajaba como prostituta y le dijo a un amigo que salía con un cliente y nunca más se supo de ella. Su cuerpo fue encontrado el 17 de agosto de 1994 en el monte, a lo largo de la autopista 16, al este del lago Burns. Conocía a la víctima Alisha Germaine. | | E-Pana    |
| Alisha 'Leah' Germaine          | 15          | Homicidio    | Prince George    | 1994 (diciembre)  | Fue encontrada asesinada el 9 de diciembre de 1994, detrás de la Escuela Primaria Haldi Road en la autopista 16 W. en las afueras de Prince George. Leah fue apuñalada hasta la muerte. Conocía a la víctima Roxanne Thiara. | | E-Pana    |
| Sheila Faye Kinequon            | 25          | Homicidio    | Prince George    | 1995 (abril)      | El cuerpo de Sheila fue descubierto el 5 de abril de 1995, junto con el de su hija Christine, en su apartamento de McIntyre Crescent. Habían sido estrangulados. Sheila era una estudiante del Colegio de Nueva Caledonia. Sheila era la esposa de John Joseph Seymour, que se había separado de su pareja. | El cuerpo de John Joseph Seymour, de 26 años, fue descubierto el mismo día que los cuerpos de su esposa y su hija, bajo el puente Alex Fraser en Delta. Su cuerpo fue encontrado bajo el puente en un aparcamiento de tierra. |           |
| Christine Kinequon              | 3           | Homicidio    | Prince George    | 1995 (abril)      | El cuerpo estrangulado fue encontrado el 5 de abril de 1995 junto con el de su madre Sheila en su apartamento de Prince George. Era la hija de John Joseph Seymour. | El cuerpo de John Joseph Seymour, de 26 años, fue descubierto el mismo día que los cuerpos de su esposa y su hija, bajo el puente Alex Fraser en Delta. Su cuerpo fue encontrado bajo el puente en un aparcamiento de tierra. |           |
| Lana Derrick                    | 19          | Desaparecida | Thornhill        | 1995 (octubre)    | Fue vista por última vez en octubre de 1995 en una estación de servicio en Thornhill. Se decía que se subió a un coche con dos hombres no identificados. | | E-Pana    |
| Hazel White                     |             | Homicidio    | Cluculz Lake     | 1996 (abril)      | El 29 de abril de 1996, White fue asesinada en la casa de su amiga Bonnie Mooney. El exmarido de Mooney, Roland Kruska, irrumpió en la casa, matando a White e hiriendo a la hija de 12 años de Mooney con una escopeta recortada. Varias semanas antes del ataque, el 11 de marzo, Mooney fue a la Policía Montada del Príncipe George para informar que Kruska la persiguió en su vehículo después de una discusión. El oficial, el agente Craig Andrichuk, tomó declaración a Mooney y le aconsejó que buscara un abogado. Su caso fue cerrado y no se investigó. | Kruska intentó incendiar la casa de Mooney y se suicidó con un disparo en la cabeza. Kruska estaba en libertad condicional en ese momento después de cumplir 21 días de cárcel por agredir a Mooney tratando de asfixiarla y golpearla con un bastón. También había sido condenado por homicidio involuntario en 1979 y por agresión sexual en 1985. |           |
| Wendy Ann Twiss Ratte           | 47          | Desaparecida | Prince George    | 1997 (agosto)     | Desapareció mientras compraba en el centro de Prince George. Su vehículo fue descubierto en lo que ahora es Value Village después de que fuera denunciada como desaparecida el 18 de agosto de 1997. El caso estuvo en suspenso durante años, hasta que el marido Denis Ratte fue acusado de asesinato en segundo grado en 2008. Dennis confesó haber disparado a su esposa y haber tirado su cuerpo desnudo en un pantano. | Dennis Ratte fue declarado culpable de asesinato en segundo grado y condenado a cadena perpetua por el asesinato de su esposa, Wendy Ratte. |           |
| Linda Geraldine Le Franc        | 36          | Homicidio    | Terrace          | 1998 (diciembre)  | Linda fue apuñalada por Christopher Maurice Alexander en su apartamento de Terrace el 9 de diciembre de 1998. Alexander tenía 17 años cuando irrumpió en la casa de Le Franc y la apuñaló 83 veces con un cuchillo que cogió de la cocina. Su hija de siete años estaba en la casa en ese momento. Le Franc y Alexander se conocían y eran vecinos en el momento del ataque. | Christopher Maurice Alexander fue detenido a finales de 1999 tras una operación de la RCMP, durante la cual admitió el asesinato. Fue condenado a cadena perpetua en 2002 por asesinato en segundo grado. A Alexander se le concedió la libertad condicional en abril de 2015. |           |
| Amanda Jean Simpson             | 4           | Homicidio    | Prince George    | 1999 (octubre)    | El 30 de octubre de 1999, Amanda fue llevada al Hospital Regional Prince George con graves heridas en la cabeza y el abdomen. La llevaron al hospital su madre y su padrastro, Terry Walton y Ronald Rory (Roy?) Polson. Murió tres días después en el Hospital Infantil de BC. Durante la investigación del forense del caso, tres expertos médicos diferentes testificaron que las lesiones de Amanda no coincidían con la versión de Ron Polson de los hechos de que Amanda se cayó. La Dra. Margaret Colbourne del Hospital Infantil de B.C., que examinó a la niña antes de que muriera, dijo en la investigación que las lesiones en la cabeza de Amanda eran similares a las que se sufrirían en una caída desde un edificio de tres pisos. El Dr. Colbourne dijo: "Esto no fue un accidente. Fue golpeada hasta la muerte". En opinión del doctor, Amanda había sido "maltratada, sacudida, golpeada, pateada, pisoteada, y tal vez arrojada desde una altura considerable". La investigación determinó que la muerte de Amanda fue un homicidio. Entre 1991 y 1999 el Ministerio de Servicios Sociales de B.C. había recibido 22 quejas de protección infantil sobre la familia de Amanda. Sólo después de la muerte de Amanda, la custodia de sus tres hermanas fue entregada al ministerio. | A pesar del testimonio de numerosos testigos, tres de ellos expertos, y de una investigación criminal que dictaminó la muerte como un homicidio, nunca se presentaron cargos por la muerte de Amanda. Terry Walton llevó al gobierno a juicio por la custodia de sus hijos restantes. |           |
| Monica McKay                    | 18          | Homicidio    | Prince Rupert    | 1999 (diciembre)  | McKay fue vista por última vez por sus amigos antes de la medianoche del 31 de diciembre de 1999. La familia la reportó como desaparecida dos días después cuando no regresó a casa. Su cuerpo fue descubierto el 8 de enero de 2000 por un transeúnte. El cuerpo de McKay fue arrojado al lado de un contenedor. A pesar de que este caso cumple con los criterios de E-Pana, la RCMP informó que no tenían ninguna razón para creer que este caso estaba conectado con los casos de la Autopista de las Lágrimas. Ningún sospechoso ha sido acusado hasta la fecha. | |           |
| Tracey Nadine Jack (Wolfe)      | 28          | Homicidio    | Prince George    | 2000 (julio)      | Tracey fue tiroteada por su exesposo, del que estaba separada, el 5 de julio de 2000 en un concesionario Harley Davidson donde trabajaba en Prince George. Le disparó con una pistola de gran calibre. Los testigos informaron haberla visto perseguida por Wolfe, atravesando el estacionamiento y entrando al concesionario mientras él le disparaba. Un testigo, que finalmente quitó el arma a Wolfe, dijo que éste pisó la espalda de Tracey y le disparó en la cabeza antes de disparar a su novio en el estómago. | Gordon Darrell Wolfe fue arrestado poco después del incidente y fue condenado a la pena máxima de 25 años por asesinato en primer grado, 15 años por intento de asesinato y 1 año por desacato al tribunal. |           |
| Savannah Hall                   | 3           | Homicidio    | Prince George    | 2001 (enero)      | Fue encontrada gorgoteando y jadeando por los padres adoptivos Patricia y Thomas Keene en su casa de Prince George. Como dormía mal le pusieron un arnés de cuero, del tipo que normalmente se usa para enseñar a los niños a caminar, ajustado a su pecho y hombros y atado a la cuna para mantenerla boca abajo. | Se realizó una investigación forense que determinó que la muerte había sido un homicidio. Nunca se presentaron cargos. Sin embargo, los Keenes fueron retirados de la lista de "hogares con preferencia" del Ministerio de Desarrollo Infantil y Familiar. Thomas Keene posteriormente intentó demandar al gobierno de CB por "pérdida de beneficios" debido a la pérdida de los ingresos que su familia recibía de los hogares de acogida después de ser retirado de la lista de hogares con preferencia. |           |
| Ada Elaine Brown                | 39          | Desconocido  | Prince George    | 2001 (abril)      | El cuerpo fue encontrado el 9 de abril de 2001 en la habitación de un hotel en Prince George. El informe del forense indicaba que la causa de la muerte fue una "hemorragia subdural y complicaciones del alcoholismo". La familia cree que fue agredida y asesinada por un hombre que conocía. | Nunca se presentaron cargos. |           |
| Leah Marie Faulkner             | 21          | Homicidio    | Prince George    | 2002 (febrero)    | Faulkner, originaria de Quesnel y que llevaba un año buscando trabajo en Prince George desapareció de su casa de Prince George el 11 de febrero de 2002. Su cuerpo fue encontrado el 6 de marzo de 2002 sumergido bajo el hielo del arroyo Beaverly, cerca de West Lake, después de que la policía recibiera una llamada telefónica de un abogado de Surrey advirtiendole de la ubicación del cuerpo. La causa oficial de la muerte fue asfixia. Según las pruebas de una investigación preliminar, Neudorf, el novio de Leah, asfixió a Faulkner hasta que esta se desmayó. Cuando recuperó la conciencia, vomito y se ahogo con su propio vomito. | Tyler James Neudorf, de 22 años, fue arrestado el 19 de abril de 2002 en Kamloops, CB. Se le acusó de asesinato en segundo grado, pero se declaró culpable de un cargo menor de homicidio involuntario el 10 de junio de 2003. Fue condenado el 3 de octubre de 2003 a siete años más el tiempo cumplido. Fue liberado el 15 de octubre de 2009. |           |
| Nicole Hoar                     | 24          | Desaparecida | Prince George    | 2002 (junio)      | Nicole Hoar fue vista por última vez haciendo autostop para ir a Smithers. Originaria de Red Deer, Alberta, Nicole fue vista por última vez en una gasolinera en el 5952 de Gauthier Road, al oeste de Prince George, el 21 de junio de 2002 aproximadamente a las 14:50 hablando con un hombre caucásico de unos 30 años de edad en un coche naranja. | La policía investigó al asesino convicto Leland Vincent Switzer y registró su propiedad en la Isla Pierre, pero no se tomaron más medidas tras la investigación. | E-Pana    |
| Kayla Rose McKay                | 13          | Homicidio    | Prince Rupert    | 2004 (abril)      | El cuerpo de McKay fue encontrado el 15 de abril de 2004, cerca del puerto de Prince Rupert en George Hills Way. Aunque la RCMP declaró que están seguros de que McKay no murió por asesinato o suicidio, los investigadores dijeron que no descartaban la posibilidad de "participación criminal" en su muerte. | |           |
| Helena Jack                     | 71          | Homicidio    | Burns Lake       | 2004 (julio)      | Jack fue asesinada el 29 de julio de 2004. Sus restos, muy golpeados y quemados, fueron encontrados en su garaje incendiado junto a su casa en el bloque 600 de la autopista 16. Las pruebas encontradas en el garaje llevaron a una habitación de un hotel local donde se encontraron pruebas para condenar a Vincent Sam. | Vincent Sam fue acusado de asesinato el 4 de septiembre de 2004. Más tarde fue condenado y sentenciado a cadena perpetua. |           |
| Barbara Joseph                  | 43          | Homicidio    | Fort St. James   | 2004 (septiembre) | Barbara Joseph fue vista por última vez el 4 de septiembre de 2004. Su cuerpo fue descubierto el 5 de septiembre de 2004 con la garganta seccionada. | El primo de Joseph, Winchester Thomas, fue declarado culpable de homicidio en el caso y sentenciado a 12 años. |           |
| Margaret Nooski                 | 89          | Desaparecida | Fraser Lake      | 2004 (octubre)    | Fue vista por última vez haciendo autostop cerca del lago Fraser y fue declarada como desaparecida la tarde del sábado 2 de octubre de 2004. Fue vista por última vez cerca del desvío de Nautley Road en la autopista 16. Un helicóptero la estuvo buscando el 5 de octubre de 2004. Padecía demencia y tenía dificultades para caminar. La RCMP declaró que creen que pudo haber tratado de llegar a Prince George, o pudo haber ido al monte donde se encontraba su territorio tradicional de trampeo. | |           |
| Melanie Dawn Brown              | 31          | Homicidio    | Prince George    | 2004 (diciembre)  | Encontrada muerta en una suite del sótano de un hotel de Prince George el 8 de diciembre de 2004. La causa de la muerte fue una herida de bala. | |           |
| Mary Madeline George            |             | Desaparecida | Prince George    | 2005 (julio)      | Según se informa, Mary iba caminando a una clínica en Prince George cuando fue vista por última vez el 24 de julio de 2005 a las 6 p. m. | |           |
| Tamara Lynn Chipman             | 22          | Desaparecida | Prince Rupert    | 2005 (septiembre) | Vista por última vez en Prince Rupert, el 25 de septiembre de 2005, mientras hacía autoestop hacia el este por la autopista 16 cerca del Parque Industrial. | | E-Pana    |
| Candace Marie Kalmokoff         | 20          | Homicidio    | Prince George    | 2006 (enero)      | Candace fue estrangulada en la mañana del 1 de enero de 2006 por Vernon Kyle Wilson de Kispiox. Después de salir del pub Iron Horse aproximadamente a las 12:15 p. m., Wilson, Kalmokoff y un amigo volvieron a la casa de Kalmokoff en el bloque 500 de la calle Winnipeg, ambos Wilson y Kalmokoff estaban embriagados. Después de que el amigo se fuera, Wilson entró en el dormitorio de Kalmokoff. Wilson dijo que él y Kalmokoff "se dieron un apasionado y mutuo beso francés" antes de que Kalmokoff se alejara. "En ese momento me sentí abrumado por la rabia. La agarré por la garganta, la tiré sobre la cama y empecé a asfixiarla. La golpeé en la cara", dijo Wilson. "Después de que Candace dejó de luchar, no supe qué hacer". Wilson dijo que salió, fumó algo de marihuana, y luego volvió a entrar y la violó antes o después de ver pornografía violenta en Internet. Más tarde, el día de Año Nuevo, Wilson recogió las sábanas ensangrentadas y las tiró en un contenedor. Compró un contenedor de plástico y puso el cuerpo de Kalmokoff en él. La llevó al callejón detrás de la cuadra 1500 de la 15.ª Avenida (centro Remax) e intentó quemar su cuerpo. Sin embargo, eso no funcionó. Después de hablar con su padrastro, Wilson llevó a la policía hasta el cuerpo alrededor de las 8 p. m. el día de Año Nuevo. Wilson informó de los detalles del asesinato y del intento de encubrimiento a un psiquiatra forense, el Dr. Shabraham Lohrasbe. Candace era una estudiante de enfermería en el Colegio de Nueva Caledonia. | Vernon Kyle Wilson, de 19 años, fue detenido el mismo día del incidente, acusado de homicidio y posteriormente condenado a cadena perpetua el viernes 31 de agosto de 2007, sin posibilidad de libertad condicional durante 13 años. |           |
| Aielah Katherina Saric-Auger    | 14          | Homicidio    | Prince George    | 2006 (febrero)    | El cuerpo de Aielah Saric-Auger, de 14 años de edad, fue encontrado el 10 de febrero de 2006 poco después de que fuera dada por desaparecida el 2 de febrero de 2006. Después de ir al centro comercial con su hermano y su hermana, Aielah fue a la casa de una amiga para una fiesta. Durante la noche, se la vio caminando hacia el norte, en la cuadra 2100 de la calle Quince. El video de vigilancia muestra a Aielah caminando hacia su casa y pasando el bar Save-On-Foods en el 100-1600 de la 15.ª avenida alrededor de la 1 a. m. Se informó que fue vista por última vez subiéndose a una camioneta negra. Un automovilista encontró a Saric-Auger en una zanja cerca de un desvío en la autopista 16 cerca de la montaña Tabor, al este de Prince George. | | E-Pana    |
| Stephanie Joy Donnelly          | 16          | Homicidio    | Kitimat          | 2006 (noviembre)  | La noche del 23 de noviembre de 2006 entre las 21:30 y las 22:00 horas Blair Evan Donnelly, el padre de Stephanie, la apuñaló tres veces en el corazón y le seccionó garganta. El objetivo de Blair era su esposa, a quien creía que una fuerza divina le decía que la matara. El incidente ocurrió en la casa de los Donnelly. | Blair Evan Donnelly, 47 años en el momento del incidente, era electricista en Kitimat. Se había formado como pastor y había ayudado a establecer una iglesia en Ontario, fue declarado inocente por causa de un trastorno mental en enero de 2008. En febrero de 2009, se le concedió un permiso para hacer visitas no supervisadas a la comunidad de hasta 28 días de duración. En una de estas visitas, en octubre de 2009, apuñaló a un amigo, pero esta vez fue considerado responsable de sus actos. Volvió al hospital y a partir de abril de 2011, la junta de revisión dictaminó que puede hacer de nuevo visitas a la cominidad, siendo escoltado y si el director del hospital lo considera apropiado. |           |
| Beverly Warbrick                |             | Desaparecida | Prince George    | 2007 (junio)      | Desaparecida de la cuadra 2100 de la calle Oak en Prince George en junio de 2007. | |           |
| Bonnie Marie Joseph             | 32          | Desaparecida | Vanderhoof       | 2007 (septiembre) | Bonnie, madre de cinco hijos, fue vista por última vez en Vanderhoof la tarde del 8 de septiembre de 2007 por su prima Joanne. Fue vista haciendo autostop desde Vanderhoof hasta Príncipe Jorge, donde tenía una cita en el juzgado el día siguiente. Se acercaba el final de una serie de citas en el juzgado para recuperar a sus hijos del gobierno. Estaba cerca de recuperar a sus hijos y nunca faltó a una cita en el juicio hasta el 9 de septiembre. Su tía Rose Joseph la reportó como desaparecida en diciembre de 2007. La policía dice que llevaba un estilo de vida de alto riesgo y que se sabía que hacía autostop sola entre Fort St. James, Vanderhoof y Prince George; por lo tanto, el caso de Joseph coincide con todos los criterios de la investigación de E-Pana, pero no fue incluida en la lista de E-Pana por razones desconocidas. Su familia considera que su desaparición voluntaria está fuera de lugar. Según su prima Vanessa Joseph, antes de que Bonnie fuera reportada como desaparecida y después de que fuera vista por última vez, su cartera y su identificación fueron encontradas cerca de un lago con un cheque sin cobrar todavía en ella. La RCMP informó de este descubrimiento a la hermana de Bonnie Joseph, Sharon, un año después. | |           |
| Brittany Giese                  | 19          | Homicidio    | Prince George    | 2008 (octubre)    | El 7 de octubre de 2008 la policía fue avisada por teléfono de una casa en Webber Crescent en Prince George, donde Brittany Giese y Garrett McComb fueron encontrados muertos. | Se informó en el Globe and Mail que las muertes estaban relacionadas con las pandillas. |           |
| Jill Stacey Stuchenko           | 35          | Homicidio    | Prince George    | 2009 (octubre)    | Su cuerpo fue encontrado en octubre de 2009 en una gravera en las afueras de Prince George. Había muerto por múltiples golpes en la cabeza. Se sabía que trabajaba en la prostitución. Dejó cinco hijos. | Cody Legebokoff fue arrestado el 27 de noviembre de 2010 y condenado por asesinato en primer grado el 11 de septiembre de 2014. El 11 de septiembre de 2014, el asesino en serie canadiense Cody Legebokoff fue condenado por asesinato en primer grado en las muertes de Loren Donn Leslie, Jill Stacey Stuchenko, Cynthia Frances Maas y Natasha Lynn Montgomery. En septiembre de 2016 el Tribunal de Apelación de CB confirmó la condena original. Legebokoff tenía 20 años cuando fue arrestado. |           |
| Emmalee Rose Mclean             | 16          | Desconocido  | Prince Rupert    | 2010 (abril)      | El cuerpo de McLean fue encontrado por un transeúnte en la tarde del sábado 10 de abril de 2010. Su cuerpo fue encontrado parcialmente sumergido en el puerto de Prince Rupert entre la barcaza Northwest Fuels y la planta pesquera Ocean Royal. Se informó de que McLean estaba con gente la noche anterior cuando fue vista por última vez con vida. También se informó de que "la[s] personas con las que estuvo esa noche, ...no eran personas en las que se pudiera confiar al 100%". En algunas de ellas podía confiar, pero no en todas". Se realizó una autopsia y los resultados preliminares indicaron que la causa de la muerte fue ahogamiento. Aunque la policía no ha dicho que fuese homicidio, han declarado que no han descartado el juego sucio. | |           |
| Natasha Lynn Montgomery         | 23          | Homicidio    | Prince George    | 2010 (agosto)     | Se supo de Montgomery por última vez el 26 de agosto de 2010 cuando llamó a sus padres para estar en contacto con ellos. Se sabía que era prostituta. El asesino en serie Cody Legebokoff fue condenado por su asesinato, aunque el cuerpo de Natasha nunca fue encontrado. El ADN de Natasha fue descubierto en los pantalones cortos de Legebokoff, la sudadera con capucha, por todo su apartamento, y en su hacha. | Cody Legebokoff fue arrestado el 27 de noviembre de 2010 y condenado por asesinato en primer grado el 11 de septiembre de 2014. El 11 de septiembre de 2014, el asesino en serie canadiense Cody Legebokoff fue condenado por asesinato en primer grado en las muertes de Loren Donn Leslie, Jill Stacey Stuchenko, Cynthia Frances Maas y Natasha Lynn Montgomery. En septiembre de 2016 el Tribunal de Apelación de CB confirmó la condena original. Legebokoff tenía 20 años cuando fue arrestado. |           |
| Cynthia Frances Maas            | 35          | Homicidio    | Prince George    | 2010 (septiembre) | Los restos de Cynthia Frances Maas fueron encontrados en el Parque L.C. Gunn, cerca de Prince George, el 8 de octubre. Maas fue vista por última vez el 10 de septiembre en la zona de la calle Juniper y la avenida 19 en Prince George. Fue reportada como desaparecida por familiares y amigos el 23 de septiembre después de que no hubiera establecido ningún contacto con ellos. Había muerto por un traumatismo por objeto contundente y heridas penetrantes en el pecho. Tenía heridas de haberse defendido y sus pantalones estaban enrollados hasta los tobillos. Se sabía que trabajaba en el comercio sexual. | Cody Legebokoff fue arrestado el 27 de noviembre de 2010 y condenado por asesinato en primer grado el 11 de septiembre de 2014. El 11 de septiembre de 2014, el asesino en serie canadiense Cody Legebokoff fue condenado por asesinato en primer grado en las muertes de Loren Donn Leslie, Jill Stacey Stuchenko, Cynthia Frances Maas y Natasha Lynn Montgomery. En septiembre de 2016 el Tribunal de Apelación de CB confirmó la condena original. Legebokoff tenía 20 años cuando fue arrestado. |           |
| Linda Fredin                    | 56          | Homicidio    | Prince George    | 2010 (noviembre)  | Linda Fredin quedó atrapada en su silla de ruedas cuando su casa fue consumida por el fuego el 24 de noviembre de 2010. Fue llevada al Hospital General de Vancouver donde murió tres días después. | La policía cree que el crimen puede haber estado relacionado con la violencia de las pandillas. |           |
| Loren Donn Leslie               | 15          | Homicidio    | Vanderhoof       | 2010 (noviembre)  | Era una conocida del asesino en serie Cody Legebokoff, a quien conoció por Internet. Su cuerpo fue encontrado en noviembre de 2010 en una remota carretera forestal cerca de la autopista 27, cerca de Fort St James. Legebokoff fue detenido por la policía el 27 de noviembre de 2010 y estaba en posesión de las pertenencias de Loren y sus ropas estaban manchadas con su sangre. | Cody Legebokoff fue arrestado el 27 de noviembre de 2010 y condenado por asesinato en primer grado el 11 de septiembre de 2014. El 11 de septiembre de 2014, el asesino en serie canadiense Cody Legebokoff fue condenado por asesinato en primer grado en las muertes de Loren Donn Leslie, Jill Stacey Stuchenko, Cynthia Frances Maas y Natasha Lynn Montgomery. En septiembre de 2016 el Tribunal de Apelación de CB confirmó la condena original. Legebokoff tenía 20 años cuando fue arrestado. |           |
| Chassidy Charlie                | 17          | Homicidio    | Burns Lake       | 2011 (enero)      | La RCMP de Burns Lake fue llamada a una casa de Uncha Mountain Road aproximadamente a las 3:45 p. m. el 26 de enero. 2011 después de ser informada de la existencia de una chica inconsciente en la casa. La madre de la chica, Geraldine Charlie, dijo "Su cara estaba quemada, la mitad de su cabello había desaparecido y su teléfono celular había desaparecido". | En mayo de 2012, un joven de 17 años de Burns Lake fue acusado de asesinato en segundo grado en relación con la muerte de Chassidy Charlie. La chica "era conocida como Chassidy". |           |
| Madison "Maddy" Geraldine Scott | 20          | Desaparecida | Vanderhoof       | 2011 (mayo)       | Madison fue vista por última vez durante la madrugada del 28 de mayo de 2011 en el lago Hogsback, al sureste de Vanderhoof. "Maddy" desapareció después de asistir a una fiesta en el lago Hogsback con una amiga Jordi Bolduc. Según su propio testimonio, Jordi dejó a Maddy allí porque había bebido, y Maddy, ya instalada para pasar la noche, no quiso dejar su tienda y su saco de dormir. Maddy se comunicó por última vez con los demás en la fiesta sobre las 4 de la mañana y nunca más se supo de ella. A la mañana siguiente Jordi volvió al campamento, pero Maddy ya no estaba. Jordi informó que vio que la puerta de la tienda de Maddy estaba abierta y la ropa de cama había sido amontonada a un lado. Sin pensarlo mucho, Jordi se fue a trabajar. Más de un día después, los padres de Madison fueron a ver cómo estaba y denunciaron su desaparición a la policía poco después de descubrir su camioneta abandonada y su tienda rota en el lago. Se encontraron numerosos objetos de valor en la camioneta en su interior y en sus alrededores, entre los que se encontraban botellas de licor sin abrir, gasolina, equipo de motocicleta, cámara y bolso. Un iPhone 5 con un estuche azul y un juego de llaves con un cordón de temática gótica eran algunos de los artículos conocidos de Madison La policía dijo que no había signos de lucha y que se sospecha de juego sucio. | |           |
| Maria Practicante Rego          | 47          | Homicidio    | Kitimat          | 2011 (octubre)    | El 9 de octubre de 2011, alrededor de las 7 a. m., la Policía Montada de Kitimat fue llamada a una residencia en la zona de Whitesail road por un supuesto allanamiento de morada con agresión, en el que los oficiales encontraron a un hombre y una mujer, que habían sido agredidos y necesitaban ayuda médica inmediata. La mujer, María Rego, sucumbió a sus heridas y murió cuatro días después; el hombre, su marido, sobrevivió. Un hombre de 19 años de edad fue detenido en las cercanías sin incidentes. | Tyler Scott Eli fue condenado a cadena perpetua por asesinato en segundo grado el 25 de marzo de 2015. |           |
| Sin nombre                      |             | Desconocido  | Telkwa           | 2011 (noviembre)  | En la madrugada del 11 de noviembre de 2011, se llamó a la policía y a los médicos de primera intervención para que acudieran al lugar de los hechos en una carretera de Telkwa, donde se encontró a una mujer en medio de la carretera. La mujer tenía lesiones que ponían en peligro su vida y más tarde murió en el hospital. El portavoz de la RCMP, Dan Moskaluk, dijo: "La policía está tratando la muerte como posiblemente de naturaleza criminal y ha arrestado a un hombre adulto que fue encontrado en la escena a la llegada de la policía". El hombre fue puesto bajo custodia policial el viernes y liberado el sábado por la mañana. Moskaluk dijo que la mujer y el hombre se conocían. No se presentaron cargos en ese momento. El cuerpo de la mujer fue llevado a Vancouver para una autopsia. Los resultados de la autopsia no se hicieron públicos. | |           |
| Abril Rose Johnson              | 18          | Homicidio    | Vanderhoof       | 2012 (diciembre)  | Kayne Sabbe Penner, el prometido de Johnson, la disparó un tiro en la tarde del jueves 20 de diciembre de 2001. Los dos habían hecho una visita no planeada a la casa del primo de Penner, Richard Borne, a media tarde para celebrar su compromiso, así como el cumpleaños de Borne y las fiestas. La novia de Borne, Patricia Heichert, también vivía en la casa, una casa móvil en el bloque 6200 de McLeod Road en Vanderhoof. Penner afirmó que el rifle de calibre 22 con que disparó a Johnson "se resbaló, golpeó el mueble y se disparó". Un experto en balística testificó durante el juicio de Penner que el rifle no era propenso a dispararse cuando se dejaba caer. Johnson llegó al hospital, a menos de 10 minutos en coche, justo antes de las 4 p. m. Johnson había recibidó un disparo en la parte superior del abdomen izquierdo, y debido a que su salud empeoraba rápidamente fue trasladada en ambulancia al Hospital Universitario del Norte de la Columbia Británica, donde murió poco antes de las 2 a. m. el 21 de diciembre. La página de Facebook de Penner indicó que estaba viéndose con otra mujer a los dos meses del suceso. | En junio de 2015, el Consejo Provincial de la Corona aprobó los cargos de homicidio con arma de fuego contra Penner, de 27 años de edad. La Corona también aprobó los cargos de no tener autorización para tener un arma de fuego contra Borne, de 38 años de edad. Los dos fueron arrestados poco después de que se aprobaran los cargos. |           |
| Tara Lee Ann Williams           | 40          | Homicidio    | Vanderhoof       | 2013 (enero)      | El 13 de enero de 2013, el cuerpo de Williams, junto con el de Blaine Albert Barfoot, fueron encontrados en una casa en Vanderhoof, CB. La policía sospechó de juego sucio y poco después pidió a la gente que se presentara con cualquier información si alguien había visto a alguna persona con heridas recientes en sus manos o brazos (heridas defensivas). | |           |
| Destiny Rae Tom                 | 21          | Homicidio    | Fraser Lake      | 2013 (Mazo)       | Fue encontrada muerta el 23 de marzo de 2013 en las afueras de una casa en la Primera Nación de Nadleh Whut'en el norte de C.B. Había sido fuertemente golpeada. Dejó una hija huérfana. | Garrett Steven George fue acusado en febrero de 2015 de asesinato en segundo grado en el caso. George tenía antecedentes penales como condenas por asalto, asalto con arma y asalto con lesiones corporales en Burns Lake y Prince George. |           |
| Immaculate "Mackie" Mary Basil  | 26          | Desaparecida | Tachie           | 2013 (junio)      | Madre de un hijo de cinco años, "Mackie" había roto recientemente con el padre del niño, su marido de derecho común. Su familia la describió como una "persona hogareña" que no tenía problemas de drogas. La noche en que desapareció estaba en una fiesta el jueves 13 de junio de 2013, a 20 minutos a pie de su casa en Tachie, y se fue a medianoche. Fue vista por última vez después de la fiesta, dirigiéndose a un refugio en el área de Leo Creek, al norte de Tachie. Según los informes policiales de las investigaciones realizadas, Mackie estaba con dos hombres, uno de ellos su primo Keith, y el otro un hombre llamado Víctor en una camioneta blanca, iban hacia un refugio cerca de la reserva de Kuzche. Habían estado bebiendo e iban a por bebidas. Cuando la camioneta se atascó después de un accidente, se separó de los dos y se fue al refugio sola. Esto es lo que Keith y Víctor le dijeron a la policía. Mackie solía llamar a sus hermanas todos los días a las 10 de la mañana. Su hermana, Chrystal, se alarmó después de unos días de no recibir su llamada. Mackie fue denunciada por Chrystal a la RCMP el lunes 17 de junio de 2013. La RCMP vino a Fort St James para presentar un informe de personas desaparecidas el 18 de junio de 2013. Mackie no había llevado un juego extra de ropa o maquillaje para cambiarse, como lo hacía diariamente, y su familia considera que su desaparición no es normal. La policía realizó una prueba de polígrafo tanto a Keith como a Víctor y dijo que ambos "cooperaron en todo". Un psicólogo de la policía también realizó una entrevista a ambos hombres, y refirió a los medios que no había nada sospechoso. Numerosos testigos informaron de haber visto a Víctor en Tachie a las 10 a. m., el 14 de junio de 2013, el día de la desaparición de Mackie, "caminando con la ropa mojada hasta el pecho". Mackie desapareció en un lugar llamado "16 kilómetro" a una hora en vehículo de Fort St James. No se sabe cómo Víctor volvió a Tachie tan pronto sin vehículo. | |           |
| Anita Florence Thorne           | 49          | Desaparecida | Prince George    | 2014 (noviembre)  | Thorne fue reportada como desaparecida en la noche del miércoles 19 de noviembre de 2014, a las 8:15 p. m. Fue vista por última vez esa mañana, en SuperSave Gas en el 950 de la calle Victoria, y luego en un Tim Horton cercano. La Policía Montada encontró su coche a mediodía del día 20 en el desvío a Willow River, a 30 km de donde fue vista por última vez. Su bolso estaba dentro del vehículo sin llave, y visible. Se cree que tenía en su poder las llaves, los cigarrillos, el encendedor y el teléfono móvil (al que nadie había contestado cuando se le llamó). Anita llevaba una sudadera blanca con capucha y un chaleco negro, y su pelo marrón recogido en un moño. Es caucásica, mide 157 cm, pesa 66 kg, tiene ojos marrones y pelo marrón hasta los hombros. Numerosas personas la describieron como alguien que "se quitaría la camisa" para ayudar a alguien necesitado. | |           |
| Shirley Williams                | 77          | Homicidio    | Granisle         | 2016 (abril)      | La RCMP disparó y mató a Shirley y a su hijo Jôvan Williams en la tarde del jueves 21 de abril de 2016. La RCMP dice que fueron llamados por una "disputa vecinal por un arma de fuego" alrededor de las 12:30 p. m. La policía dice que llegaron a la 1:22 p. m., rodearon la casa e intentaron contactar con los residentes. Dicen que una persona salió de la casa y se enfrentó a los oficiales, y que se hicieron disparos a las 2:50 p. m. Una segunda persona salió de la casa y también se enfrentó a la policía, y se volvieron a hacer disparos. La Policía Montada dice que ambas personas murieron después de ser atendidas por los paramédicos, que estaban cerca. | Un informe publicado en 2018 por un organismo de control civil independiente, la Oficina de Investigaciones Independientes, indicó que la policía utilizó una fuerza razonable para defenderse. Indicando que la policía respondió a la amenaza del Sr. Williams de apuntar con un rifle y lanzar un cóctel molotov encendido; además de la amenaza posterior de la Sra. Williams de apuntar con una escopeta a los oficiales. El informe del IIO añadió que los cuerpos de ambas víctimas tenían armas de fuego a su lado y que había restos de un cóctel molotov carbonizado encontrado en las cercanías. No se presentó ninguna recomendación de cargos a la Corona.                                          |           |
| Roberta (Robin) Marie Sims      | 55          | Homicidio    | Prince George    | 2017 (mayo)       | Sims, de 55 años, fue vista por última vez por numerosos testigos el sábado 6 de mayo de 2017. Fue vista cerca de su casa en el 3015-3rd Ave., frente a la Escuela Tradicional de Central Fort George. También pudo haber sido vista en el BX Pub en la Quinta y Carney y en el banco Spruceland CIBC alrededor de la hora en que fue dada por desaparecida, dijo la RCMP. Sims fue reportada como desaparecida el domingo 14 de mayo de 2017. La Policía Montada del Canadá declaró que creen que el vehículo de Sims fue usado en su asesinato. | |           |
| Frances Brown                   | 53          | Desaparecida | Smithers         | 2017 (octubre)    | Frances fue vista por última vez el sábado 14 de octubre de 2017 mientras recogía setas al norte de Smithers, en la zona de Kitseguecla Rd. La Policía Montada suspendió sus esfuerzos de búsqueda en la zona de campo el 21 de octubre de 2017, al anochecer. Diecinueve equipos de búsqueda y rescate de toda la provincia fueron convocados, junto con la RCMP y voluntarios locales, para conformar lo que fue la mayor operación de búsqueda en la región en años. Existía la prueba de una fogata que fue descubierta al principio de la búsqueda, pero la lluvia y la nieve impidieron seguir la pista. Frances había sido criada por un trampero y fue descrita por su familia como una experimentada exploradora de campo que había pasó décadas buscando setas en terrenos difíciles. Llevaba ropa adecuada (ropa de lluvia, calzoncillos largos, botas de senderismo) y tenía un encendedor. Es sorda de un oído. | |           |
| Chantelle Catherine Simpson     | 34          | Unknown      | Terrace          | 2018 (julio)      | Chantelle fue vista con vida por última vez en Telkwa el miércoles 4 de julio de 2018. Su coche abandonado fue localizado el 5 de julio por la RCMP cerca de una gravera en la calle Gossen Creek en Terrace. La RCMP difundió un cartel de búsqueda el 7 de julio de 2018. Su cuerpo fue encontrado en el río Skeena por un conductor. Fue recuperado por Terrace Search and Rescue el 22 de julio de 2018 e identificado por los tatuajes. La causa exacta de la muerte aún no es de conocimiento público. | |           |
| Jessica Patrick (Balczer)       | 18          | Homicidio    | Smithers         | 2018 (septiembre) | Patrick fue vista por última vez en el McDonald's de Smithers o en el Motel Mountainview, a principios del 31 de agosto de 2018. Jessica fue reportada como desaparecida el 3 de septiembre y la RCMP publicó un comunicado de prensa tres días después, el 6 de septiembre. La noticia de su muerte se publicó el 16 de septiembre de 2018, antes de que la policía revelara oficialmente la identidad de los restos humanos encontrados. La RCMP publicó oficialmente la identidad de los restos encontrados el 21 de septiembre de 2018. Según la RCMP, el cuerpo fue encontrado en la carretera de la bahía de Hudson, a unos 15 metros por una orilla empinada, el sábado 15 de septiembre de 2018. | |           |
| Cynthia Martin                  | 50          | Desaparecida | Hazelton         | 2018 (diciembre)  | Vista por última vez el 23 de diciembre de 2018 a las 9:00 p. m. La familia y los amigos consideran que su desaparición no era voluntaria, aunque la RCMP dijo que no había nada que indicara juego sucio. El vehículo en el que fue vista por última vez fue encontrado cerrado cerca del puente Hagwilget, cerca de Hazelton. Los miembros de la organización de búsqueda y rescate de Bulkley Valley con sede en Smither llevaron a cabo una búsqueda aérea sobre la zona el 25 de diciembre de 2018, con la ayuda de un helicóptero, pero no encontraron ningún rastro de Martin. | |           |
| Laureen Campbell Fabian         | 69          | Desaparecida | Houston          | 2019 (octubre)    | Laureen salió de su casa a pie para dar un paseo alrededor del mediodía del 28 de octubre de 2019. Desapareció en el área de Buck Flats, al sur de Houston. Siguió una búsqueda que involucró a equipos de tierra de SAR, unidades caninas de la RCMP, un avión y un helicóptero de la RCMP. No se encontró ningún rastro y la búsqueda se canceló el 2 de noviembre de 2019. Fue descrita como una mujer caucásica de 5 pies 4 pulgadas (163 cm), 143 libras (65 kg), cabello castaño, ojos marrones. RCMP también solicitó imágenes de la cámara del tablero de cualquier persona que estuviera en el área de Buck Flats entre las 10 AM y las 6 p. m. ese día. RCMP dijo que no creen que se trate de un homicidio, lo que indica que están considerando la posibilidad de que ella se haya ido de la ciudad, pero no han declarado públicamente por qué llegaron a esta conclusión. | |           |
| Joy Morris                      | 62          | Homicidio    | Vanderhoff       | 2020 (marzo)      | A la 1:57 p. m. del 9 de marzo de 2020, la RCMP fue llamada a una casa. A su llegada, encontraron a la propietaria de la casa Joy Morris fallecida y llamaron a la Unidad de Delitos Mayores del Distrito Norte. | El 10 de abril de 2020, Justin Johnston, de 42 años, fue arrestado por el asesinato en segundo grado de Morris. Sin embargo, Johnston no fue declarado responsable penalmente por el homicidio el 21 de septiembre de 2021. |           |
| Desconocido                     | Desconocido | Desconocido  | Vanderhoff       | 2020 (mayo)       | El domingo 3 de mayo de 2020, a las 8:30 p. m., la policía detuvo un vehículo en la autopista 16, cerca de Landaluza Road, al oeste de Vanderhoof. La policía notó a una mujer muerta en el asiento trasero del vehículo y arrestó a los otros dos ocupantes. RCMP cree que los tres ocupantes, incluido el fallecido, se conocían entre sí. RCMP dijo que la muerte es sospechosa. Un juego sucio nunca se descartó públicamente. | |           |
| Jessie Mae Hayward-Lines        | 26          | Homicidio    | Prince George    | 2020 (julio)      | Alrededor de las 22:00 horas del 3 de julio de 2020, los servicios de emergencia recibieron una llamada de que una mujer había sido apuñalada cerca del juzgado de Prince George. Transportaron a Lines al hospital, donde murió poco después. | El 10 de septiembre de 2021, una mujer indígena de 56 años, Charlene Jane Alexander, fue acusada de asesinato en primer grado por la muerte de Lines. |           |
| Crystal Haynes Chambers         | 34          | Homicidio    | Prince George    | 2020 (agosto)     | Los restos de Chambers fueron encontrados la tarde del sábado 1 de agosto de 2020, 40 km al este de Prince George, cerca de la autopista 16. Los restos fueron recuperados con la ayuda de la sociedad de búsqueda y rescate de Prince George. Una autopsia reveló que la muerte de Chambers fue el resultado de un homicidio. | Jason Troy Getty fue arrestado y acusado de un cargo de asesinato en segundo grado y un cargo de indignidad a los restos humanos en relación con la muerte de Crystal Chambers. |           |
| Christin Marion West            | 36          | Homicidio    | Prince George    | 2021 (agosto)     | Una mujer indígena fue encontrada en su apartamento por miembros de su familia el 7 de agosto de 2021. La familia había denunciado su desaparición a RCMP algún tiempo antes. Ella había informado en las redes sociales que había sido acosada por alguien y que la RCMP no estaba haciendo un trabajo adecuado para protegerla. | Un indígena de 36 años, Dennis Daniel Gladue, fue arrestado poco después del descubrimiento del cuerpo de West y acusado de asesinato en segundo grado. |           |

### Hombres
Debido al perfil excepcional de estas víctimas, no son considerados como "canónicos" en el caso la autopista de la lágrimas y fueron retirados de la lista oficial de la  RCMP en el 2000.
| Nombre                | Edad        | Destino     | Última ubicación | Año          | Notas | Sospecha | Categoría |
| --------------------- | ----------- | ----------- | ---------------- | ------------ | --- | -------- | --------- |
| Philip Innes Fraser   | 25          | Homicidio   | Kitwanga         | 1988 (junio) | Oriundo de Anchorage, Alaska, se dirigía hacia el estado de Washington cuando su vehículo empezó a sufrir fallas, por lo que tuvo que parar en repetidas ocasiones; en una de ellas se encontró con un autoestopista de unos 40 años que le insistió para que lo llevara en su auto. Fraser aceptó. Un día más tarde su auto fue encontrado quemado a unas 300 millas de donde fue visto por última vez, y su cuerpo apareció una semana después. |          |           |
| Luat Trong "Larry" Vu | 29          | Desconocido | Terrace          | 1998 (julio) | Excursionista de 29 años que fue visto por última vez en un hotel en la ciudad de Terrace. Su vehículo fue encontrado una semana más tarde en el área de la montaña Lean-To. Su cuerpo fue descubierto recién en 2008. La policía aseguró que no sospechaban de algún "juego sucio". |          |           |
| Eric Charles Coss     | Desconocido | Desconocido | Desconocido      | Desconocido  | Ninguna información sobre este caso se hizo público. |          |           |

## Investigación y sospechosos

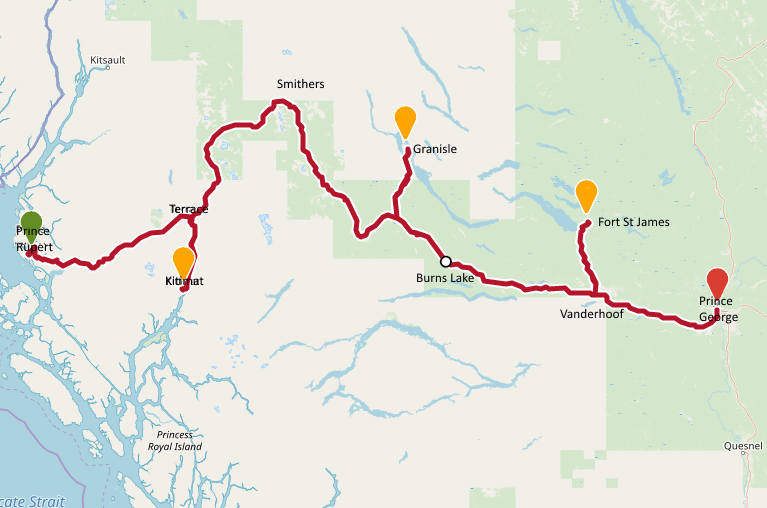
Corredor de la Autopista de las Lágrimas, incluidas algunas salidas pavimentadas de las comunidades periféricas a la autopista 16.

La primera investigación de la RCMP que trató de ver los casos ocurridos cerca de la Autopista de las Lágrimas como casos relacionados se abrió en diciembre de 1998. Sin embargo, la lista de casos, tal como existía en aquel entonces, incluía otras tres víctimas masculinas: Larry Vu, Eric Charles Coss y Phillip Innes Fraser, que no se consideran relacionados en la actualidad.
Hasta la fecha, varias personas han sido condenadas en casos relacionados con la Autopista de las Lágrimas. Tres asesinos en serie se encuentran entre los acusados, Brian Peter Arp, Edward Dennis Isaac y Cody Legebokoff.  
Aunque no estaba implicado en ningún caso de la "Autopista de las lágrimas", Bobby Jack Fowler estuvo muy implicado en varios casos relacionados con E-Pana, pero murió en prisión antes de que se pudieran presentar cargos. Garry Taylor Handlen ha sido acusado de dos asesinatos en BC, uno de ellos relacionado con E-Pana. Ni Fowler ni Handlen han sido acusados de las muertes de ninguna de las víctimas de la Autopista de las Lágrimas. También es posible que Fowler estuviera relacionado con los casos de la Autopista de las Lágrimas porque trabajó para una empresa de Prince George, ahora cerrada, llamada Happy's Roofing en 1974. El ex perfilador geográfico de la policía de Vancouver, Kim Rossmo, ha dicho que en su opinión Fowler no es responsable de ninguno de los crímenes de la Autopista 16 entre 1989 y 2006.
En 2009, la policía se reunió en una propiedad en Isle Pierre, en la zona rural del Príncipe George, para buscar los restos de Nicole Hoar, una joven que trabajaba como plantadora de árboles y que desapareció en la autopista 16 el 21 de junio de 2002. La finca era propiedad de Leland Vincent Switzer, quien actualmente cumple una condena de prisión por el asesinato en segundo grado de su hermano. La RCMP también buscó en la propiedad a otras de las mujeres desaparecidas de la Carretera de las Lágrimas; sin embargo, la investigación se detuvo ahí.
El sargento de la RCMP Wayne Clary ha declarado que quizás nunca resuelvan todos los casos y que serán "las personas de las comunidades las que resolverán estos crímenes". Tienen sospechoso de varios casos pero no hay suficientes pruebas para presentar cargos.

## El escándalo de correo electrónico del gobierno de CB
En un informe oficial del gobierno, el asistente ministerial George Gretes fue acusado de irresponsable por "borrar por partida triple" todos los correos electrónicos relacionados con la Autopista de las Lágrimas de la cuenta de correo electrónico de Tim Duncan, ex asistente ejecutivo del ministro de Transporte Todd Stone.
El 22 de octubre de 2015, Elizabeth Denham, la Comisionada de Información y Privacidad de Columbia Británica, publicó un informe de 65 páginas en el que se describe cómo los funcionarios del gobierno de Columbia Británica habían "borrado por partida triple" los correos electrónicos relacionados con la Autopista de las Lágrimas. En su informe Access Denied (Acceso denegado), Denham describe el acto de "triple supresión" como la transferencia de un correo electrónico a la carpeta "suprimido" de un sistema informático, o sea la eliminación del correo electrónico de la carpeta y la anulación de la copia de seguridad que admite el sistema para recuperar los elementos suprimidos. Al borrar estos archivos, Denham afirma que el gobierno violó la Ley de Libertad de Información y Protección de la Privacidad. Denham se enteró del escándalo en mayo de 2015 después de recibir una carta de Tim Duncan, el ex asistente ejecutivo del Ministro de Transporte Todd Stone. Duncan afirmó que mientras respondía a una solicitud de FOI (Libertad de Información), el asistente ministerial George Gretes ordenó que Duncan buscara en sus registros cualquier archivo relacionado con la Autopista de las Lágrimas y las mujeres desaparecidas. Una vez que los archivos fueron localizados, Duncan testificó que Gretes ordenó que fueran borrados. Cuando Duncan dudó, Gretes supuestamente tomó el teclado y "borró por triplicado" todos los correos electrónicos relacionados con la Autopista de las Lágrimas. Según Denham, Gretes originalmente negó esta afirmación pero luego admitió el triple borrado durante un segundo interrogatorio policial. Denham afirma que Gretes, que renunció a su puesto en octubre de 2015, habría mentido bajo juramento.
Un año antes, en el verano de 2014, un equipo del Ministerio de Transporte recorrió la Autopista 16 y realizó numerosas reuniones con líderes y comunidades aborígenes. Este proyecto buscaba soluciones seguras para los viajes de las mujeres que vivían a lo largo de la Carretera 16, muchas de las cuales recurrían al autostop como medio de transporte. En noviembre de 2014, el Nuevo Partido Democrático hizo la solicitud de la FOI para poder buscar todos los archivos del gobierno relacionados con las mujeres desaparecidas, la Autopista de las Lágrimas y las reuniones organizadas por el ministerio: el informe al que Duncan respondería más tarde. A pesar de una gira de dos meses y múltiples reuniones, el gobierno de Columbia Británica afirmó que la solicitud de la FOI no produjo ningún archivo relacionado con la Autopista de las Lágrimas. De acuerdo con el informe de Denham, estos archivos existieron hasta que los funcionarios del gobierno los destruyeron para "eludir las leyes de libertad de información". En Access Denied, Denham pidió a la RCMP que investigara más a fondo la triple eliminación de los archivos del gobierno. En noviembre de 2015, el abogado de Vancouver Mark Jetté fue nombrado fiscal especial dentro de la investigación de la RCMP. Jetté actuó como asesor legal independiente de la RCMP y llevó a cabo una evaluación independiente de las pruebas. También estaba entre sus atribuciones el llevar a cabo cualquier acusación penal que se considerase apropiada.
Gretes fue condenado por un cargo de mentir al comisionado de privacidad de la Columbia Británica y fue multado con 2.500 dólares.

## Proyecto E-Pana
En 2005, la Real Policía Montada del Canadá puso en marcha un proyecto financiado por la provincia,  llamado E-Pana, que comenzó centrándose en algunos de los asesinatos y desapariciones no resueltos de mujeres jóvenes a lo largo de la Carretera 16. E-Pana trató de descubrir si era un solo asesino en serie el que cometía los asesinatos o eran varios asesinos los que actuaban a lo largo de la autopista. La unidad comenzó con 3 casos en 2005, luego investigó 9 casos en 2006, pero para 2007, su número de casos se había duplicado a 18 y su alcance geográfico comenzó a abarcar grandes partes de la provincia y no sólo la autopista 16.
Las víctimas que entraron en la investigación de E-Pana siguieron los criterios de ser mujeres, tener un estilo de vida de alto riesgo, hacer autoestop y que hubiesen sido vistas por última vez o sus cuerpos hubiesen sido descubiertos a menos de un kilómetro y medio de la carretera 16, la carretera 97 y la carretera 5. En el año 2009/2010, E-Pana recibió más de 5 millones de dólares de financiación anual, pero desde entonces su financiación ha disminuido debido a recortes presupuestarios, recibiendo sólo 806.109 dólares para el año 2013/2014. En 2013, Craig Callens, el comisionado adjunto de la RCMP, declaró que más reducciones presupuestarias del gobierno provincial afectarían en gran medida a las investigaciones de la Autopista de las Lágrimas; sin embargo, no dijo que esto afectaría a los casos de E-Pana que no estaban incluidos en la Autopista de las Lágrimas. En una solicitud de libertad de información en 2014 se afirmaba que el grupo de trabajo había disminuido de 70 a 12 oficiales desde 2010. 
E-Pana es responsable de relacionar el homicidio de Colleen MacMillen, de 16 años, que fue asesinada en 1974, con el ahora fallecido asesino en serie americano Bobby Jack Fowler. E-Pana considera ahora a Fowler sospechoso de los asesinatos de otras dos víctimas de la carretera, Gale Weys y Pamela Darlington, ambas asesinadas en la década de 1970. En 2014, las investigaciones de E-Pana y la Unidad Provincial de Homicidios no Resueltos presentaron cargos de asesinato contra Garry Taylor Handlen por la muerte de Mónica Jack, de 12 años, en 1978. Fue declarado culpable por un jurado y condenado a cadena perpetua a principios de 2019, por lo que el asesinato de Mónica Jack se convierte en el primer expediente del Proyecto E-Pana que se resuelve oficialmente con un procedimiento judicial completo y una sentencia. E-Pana sigue investigando los casos restantes sin resolver, aunque es poco probable que todos se resuelvan.

## Racismo
Algunos críticos sostienen que la falta de resultados de esta investigación es el resultado de un racismo sistémico. Esto también fue indicado como un problema en el caso de las mujeres desaparecidas de Vancouver y los asesinatos de Robert Pickton [cita requerida]. La cuestión del racismo sistémico en estos casos aparece en Finding Dawn, el documental de 2006 de Christine Welsh, que tiene una sección sobre la víctima de la autopista de las lágrimas, Ramona Wilson, que incluye entrevistas con familiares y miembros de la comunidad. A menudo se pasa por alto en los informes sobre la Autopista de las lágrimas el hecho de que más de la mitad de las mujeres desaparecidas pertenecen a las Primeras Naciones.[cita requerida]
Los activistas sostienen que la cobertura de los medios de comunicación sobre estos casos ha sido limitada, alegando que "los medios de comunicación asignan un  menor valor a las mujeres aborígenes". Además, a pesar de que estas desapariciones se remontan a 1969, no fue hasta 2005 cuando se puso en marcha el proyecto E-Pana, en el que se investigaron las similitudes entre los casos. Nicole Hoar, una mujer caucásica desaparecida en 2002, recibió una atención desproporcionada de los medios de comunicación en el momento de su desaparición. El suyo fue el primero de los casos de la autopista de las lágrimas que se trató en The Globe and Mail, el Vancouver Sun y el Edmonton Journal. Gladys Radek, una activista nativa y la tía de la víctima Tamara Chipman, "cree que si no fuera por Hoar, la policía habría invertido menos esfuerzo en la investigación de los casos, y los medios de comunicación habrían hecho poco, o nada, para informar al público sobre las tragedias de la carretera".  

## Informes de recomendaciones
Numerosos municipios y 23 comunidades de Primeras Naciones bordean la Autopista de las Lágrimas. La región rural está plagada de pobreza y carece de transporte público; muchos residentes recurren al autostop como forma de tránsito o mantienen formas de vida de alto riesgo para sobrevivir.
La pobreza y la falta de transporte público obliga a muchas mujeres aborígenes desfavorecidas a hacer autostop como un medio de transporte barato a lo largo de la autopista 16. Muchas de las víctimas de la Carretera de las Lágrimas fueron vistas por última vez o se informó que estaban haciendo autostop antes de su desaparición. En marzo de 2006, varios grupos aborígenes organizaron un simposio de dos días sobre la Autopista de las Lágrimas en el Centro CN en Prince George. Asistieron al evento las familias de las víctimas y más de 500 líderes aborígenes de toda Columbia Británica. Poco después, se emitió el Informe de Recomendaciones del Simposio de la Carretera de las Lágrimas con 33 recomendaciones para mejorar el transporte público, disuadir a los autostopistas y prevenir la violencia hacia las mujeres aborígenes.  
Algunas de las recomendaciones del informe incluyen poner en marcha una ruta de autobús de enlace a lo largo de la autopista 16, servicios educativos, de salud y sociales mejorados para los aborígenes, así como grupos de asesoramiento y salud mental organizados por trabajadores aborígenes. Estas proposiciones forman parte de una recomendación a largo plazo para afrontar directamente la cuestión de la pobreza intergeneracional de las Primeras Naciones. El informe de la recomendación del Simposio sobre la autopista de las lágrimas fue aprobado por el comisionado de investigación de la Columbia Británica, Wally Oppal, en sus recomendaciones de la Comisión de Investigación sobre Mujeres Desaparecidas de 2012. El informe de la investigación pública de Oppal sobre el caso de Robert Pickton exigía una urgente mejora del transporte a lo largo de la Carretera 16. Al igual que el informe de recomendaciones del Simposio de la Autopista de las Lágrimas, el informe de Oppal también sugería la puesta en marcha de un servicio de autobuses de enlace a lo largo de la Autopista 16 para disuadir a las mujeres jóvenes de hacer autostop.
El 24 de noviembre de 2015, la Autoridad de Salud de las Primeras Naciones y el Ministerio de Transporte e Infraestructura de Columbia Británica celebraron el Simposio de Transporte del Norte en Smithers, Columbia Británica. El simposio incluyó comunidades y municipios aborígenes que viven a lo largo de la autopista 16 y se centró en el tema del transporte médico y no médico en esas regiones.  Las discusiones incluyeron y ampliaron el Informe de la Recomendación del Simposio Highway of Tears 2006 y las recomendaciones de la Comisión de Investigación de Mujeres Desaparecidas de 2012.  
En junio de 2016, el ministro de Transporte Todd Stone anunció que, como resultado de la colaboración entre las comunidades locales, se dispondría de un servicio de autobuses a lo largo de la Carretera 16. El proyecto será financiado conjuntamente por el gobierno federal y el gobierno de Columbia Británica.
En junio de 2017 comenzó a funcionar en días alternos un servicio de tránsito subvencionado a lo largo de un tramo de 400 kilómetros entre Prince George y el lago Burns.

## Cultura popular

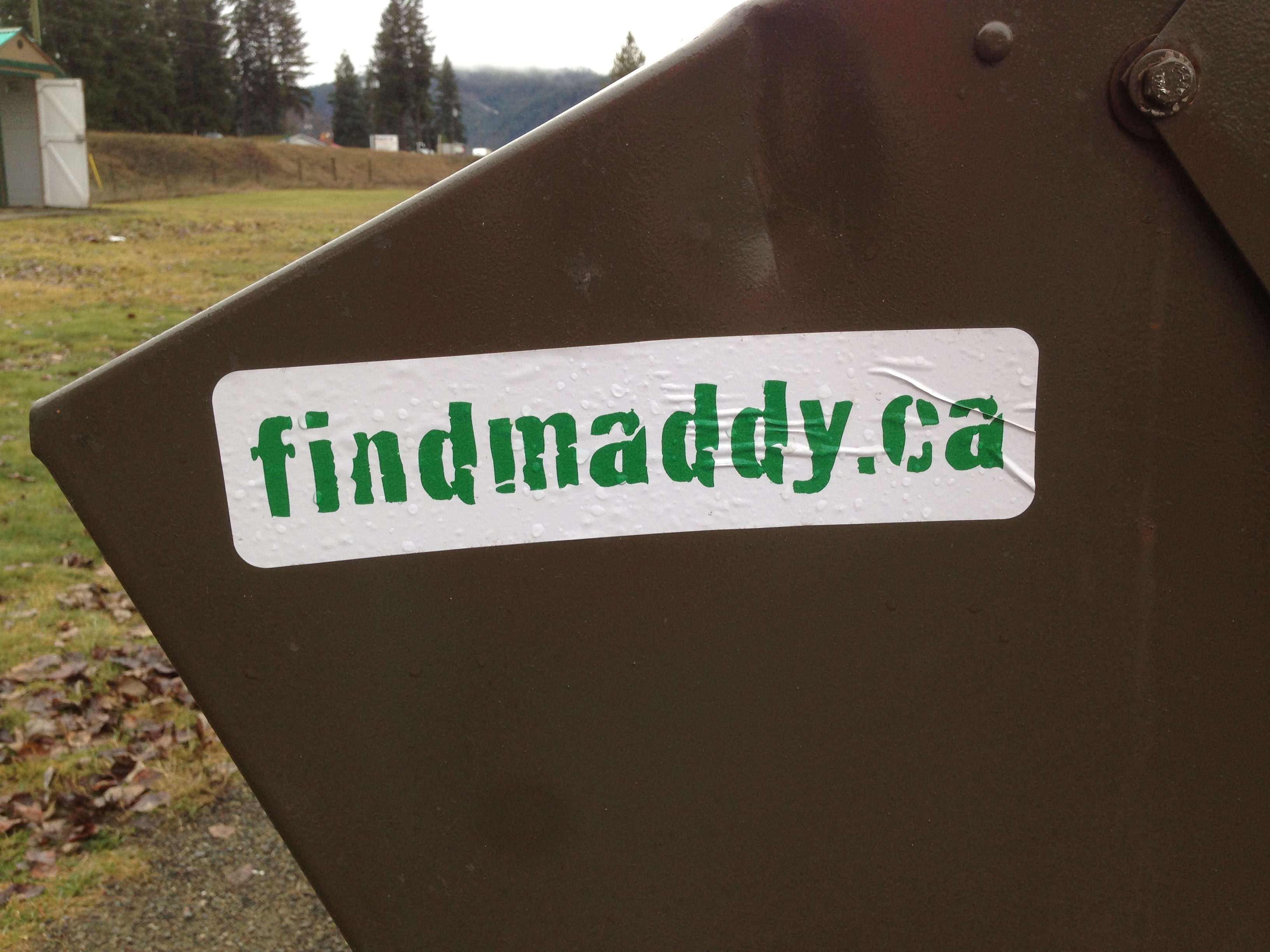
Campaña de sensibilización para Madison Scott, desaparecida en 2011 a lo largo de la Carretera de las Lágrimas.

- SERIAL KILLER: La autopista de las lágrimas es un pódcast que se emitió el 15 de diciembre de 2019.

- Cold Track es un guion escrito por el escritor francés Sylvain Blanchot basado en la Autopista de las Lágrimas.

- Finding Dawn (2006) es un documental de la cineasta mestiza Christine Welsh, sobre Ramona Wilson, de 16 años, una de las víctimas encontradas junto a la autopista.[90][91] El documental de Welsh pone de relieve la realidad a la que se enfrentan las mujeres aborígenes hoy en día: en los últimos 30 años, se estima que 500 mujeres aborígenes han desaparecido o han sido asesinadas en Canadá.[92] Welsh descubre los factores sociales, económicos e históricos que contribuyen a esta estadística.[93] Se puede acceder a la película en línea en la página web del Nation Film Board.[94]

- La desaparición de Madison Scott, un documental producido y dirigido por Steven Scouller.[95]

- 48 horas: "Highway of Tears" (temporada 25, episodio 7), sobre los asesinatos de Highway of Tears, fecha de emisión 17 de noviembre de 2012.[96]
- Highway of Tears (marzo de 2014), un documental de 80 minutos de los cineastas canadienses Matthew Smiley y Carly Pope,[97] narrado por el actor canadiense Nathan Fillion. El documental, que se presentó en numerosos festivales de cine, crea conciencia sobre el tramo de la carretera y las mujeres desaparecidas.[98] En una entrevista de 2014 con CBC, Smiley dijo que durante la edición de la película "se estima que más de 400 mujeres [indígenas] estaban desaparecidas o asesinadas en todo Canadá. Cuando estrenamos la película, el número superaba las 600 en marzo de 2014, luego el número aumentó a 900 y ahora más de 1.200 mujeres indígenas desaparecidas y asesinadas en todo Canadá. No podemos hacer la vista gorda a esto".[99]
- Buscadores: La Carretera de las Lágrimas (2015), una miniserie producida por el noticiero en línea VICE, destaca la historia de varias mujeres aborígenes que han desaparecido a lo largo de la Carretera de las Lágrimas y llama la atención de la familia, los amigos y los detectives que luchan por la justicia. VICE también ofrece artículos en línea relacionados con los asesinatos y desapariciones de la Autopista de las Lágrimas.[100]
- Las mujeres aborígenes desaparecidas y asesinadas de Canadá es una serie de 14 episodios cortos, emitidos en el programa de noticias insignia de CBC, The National. Se puede acceder a la serie en el canal de YouTube de The National, en la lista de reproducción Mujeres aborígenes desaparecidas y asesinadas de Canadá.[101]
- That Lonely Section of Hell: The Botched Investigation of a Serial Killer Who Almost Got Away (13 de octubre de 2015),[102] es una memoria por la cual su autor, Lorimer Shenher, fue nominado para el Premio del Libro de B.C. Shenher escribe desde la perspectiva de un exreportero y el primer detective de policía asignado al caso de las mujeres desaparecidas. También cubre la cultura policial en detalle.[103]
- Highway Of Tears es el nombre de un álbum de estudio de 2011 del músico de Vancouver, BC Pernell Reichert[104] presenta la canción Highway Of Tears (Song For Nicole), una dedicatoria a Nicole Hoar que desapareció en 2002.
- El episodio de Stacey Dooley Investigates titulado Canada's Lost Girls, transmitido por primera vez el 7 de marzo de 2017, donde Dooley conoció a la familia de Amber Tuccaro, que desapareció en 2010 a los 20 años.[105]